# Tony Meléndez
José Antonio Meléndez Rodríguez (Rivas, 9 de enero de 1962), también llamado Tony Meléndez, es un cantante y guitarrista  nicaragüense, radicado en los Estados Unidos. También es orador motivacional y ministro de la iglesia católica.
Nació en Rivas, Nicaragua, el 9 de enero de 1962, es un guitarrista y cantautor discapacitado. Tony nació sin sus brazos, le pusieron los brazos artificiales pero los usó hasta sus diez años de edad, explicando que se sentía más cómodo sin ellos y que sabía que podía hacer muchas más cosas con sus pies. 
Fue su padre quien le dio sus primeras lecciones de guitarra, y, aquella vieja guitarra ecuatoriana que perteneció a su progenitor, es uno de sus más preciados tesoros.
Este hombre es considerado un ejemplo de vida y superación y autoaceptación.

## Ministerios de Tony Meléndez
Al recibir las palabras del papa Juan Pablo II en 1987, Meléndez se inspiró a crear una ONG de ayuda y motivación a diferentes personas del mundo, motivado por las creencias católicas.
"Autorizado por estas palabras, los Ministerios de Tony Meléndez, una organización no lucrativa internacional, se dedican a traer la compasión y esperanza de poblaciones a través del Mundo mientras que inspira y cambia los corazones de la gente de DiosTexto en superíndice".

## Filmografía
- Why Christmas Trees Aren't Perfect (1990) ... Small Pine (voice)